# 吉崎静夫
吉崎 静夫（よしざき しずお、1950年10月14日- ）は、日本の教育心理学者、日本女子大学教授。

## 略歴
茨城県生まれ。1973年茨城大学人文学部心理学科卒、1978年九州大学大学院教育学研究科教育心理学専攻博士課程中退、86年「教師の意思決定とリーダーシップに関する研究」で大阪大学学術博士。1978年大阪大学助手、1983年鳴門教育大学専任講師、86年助教授をへて、1993年日本女子大学教授。

## 著書
- 『教師の意思決定と授業研究』ぎょうせい 1991
- 『デザイナーとしての教師アクターとしての教師』 (子どもの発達と教育) 金子書房 1997
- 『新教育課程で育てる学力と新しい授業づくり』ぎょうせい 2004
- 『事例から学ぶ活用型学力が育つ授業デザイン』ぎょうせい 2008

### 共編著・監修
- 『子ども主体の授業をつくる 授業づくりの視点と方法』 (学校変革実践シリーズ) 編著. ぎょうせい 1997
- 『「合科」からはじまるマニュアル「総合的な学習」成功へのステップ』香川大学教育学部附属坂出中学校共著 ぎょうせい 1999
- 『学校づくり・授業づくり』 (シリーズ・新しい授業を創る) 編著. ぎょうせい 1999
- 『総合的学習の授業づくり』 (シリーズ・新しい授業を創る) 編著. ぎょうせい 1999
- 『小学校における総合的な学習の時間の実践』監修, 埼玉県越谷市立越ケ谷小学校編. ゆまに書房 1999
- 『メディアを活かす授業づくり』 (シリーズ・新しい授業を創る) 編著. ぎょうせい 1999
- 『中学校における総合的な学習の時間の実践』監修, 埼玉県杉戸町立杉戸中学校編. ゆまに書房 1999
- 『学ぶ力を育てる授業づくり』 (シリーズ・新しい授業を創る 藤岡完治共編著. ぎょうせい 1999
- 『中学校における総合的な学習の時間の実践』監修, 埼玉県杉戸町立杉戸中学校編. ゆまに書房, 1999
- 『いろいろな国と交流しよう』 (わたしは町の探検記者 総合的学習実践集) 水越敏行監修, 吉崎指導. 学習研究社 2000
- 『つくろうアイディアいっぱいの「時間割」基本テク37』 (教職研修総合特集. 新教育課程実践の基本テク111) 編. 教育開発研究所 2001
- 『授業研究と教育工学』 (教育工学選書) 水越敏行,木原俊行, 田口真奈共著 ミネルヴァ書房 2012
- 『教育実践論文としての教育工学研究のまとめ方』 (教育工学選書) 村川雅弘共編著. ミネルヴァ書房 2016
- 『授業が変わる!学びが深まる!看護教員のための授業研究』蔵谷範子, 末永弥生共著. 医学書院 2017

## 論文
- <吉崎静夫